# Mixed Males
Mixed Males è un cortometraggio muto del 1915 diretto da James Douglass. Prodotto dalla American Film Manufacturing Company, aveva come interpreti Frank Borzage, John Sheehan, Beatrice Van, Nellie Widen.

## Trama
Si e Hezekiah Jenkins sono padre e figlio. Entrambi, senza confidarlo l'uno all'altro, sono innamorati: il padre di una giovane ragazza, il figlio della madre di lei, una piacente vedova. I due uomini progettano ambedue in segreto la fuga con l'innamorata ma il buio della notte e la scelta della finestra sbagliata porta le coppie a scambiarsi inconsapevolmente il partner. Portata a termine la doppia cerimonia di nozze, l'equivoco viene chiarito. Dapprima con sconcerto e delusione, ma in seguito con estrema soddisfazione degli uni e degli altri.

## Produzione
Il film fu prodotto dalla American Film Manufacturing Company come Beauty.

## Distribuzione
Distribuito dalla Mutual, il film - un cortometraggio in una bobina - uscì nelle sale statunitensi il 2 ottobre 1915.